# Axyrostola
Axyrostola é um gênero de traça pertencente à família Agonoxenidae.